# Melochia betonicifolia
Melochia betonicifolia är en malvaväxtart som beskrevs av A. St.-hil.. Melochia betonicifolia ingår i släktet Melochia och familjen malvaväxter. Inga underarter finns listade i Catalogue of Life.